# シンダッスコ
シンダッスコ（英語: Syndassko、ロシア語: Сындасско）は、ロシア、クラスノヤルスク地方にある小さな入植地である。　　　　　　　　　　　　　　　　　　　　　同地はサハ共和国とクラスノヤルスク地方の行政境界に近い。

## 人口
立地もロシアの中でも更に北の極寒地帯で、アクセスも悪くいため人口は少なく、2022年04月01日現在の人口は500人である。
| 人口 | 人口   | 人口   | 人口  | 人口   | 人口   |
| 2002 | 2010   | 2012   | 2014  | 2019   | 2020   |
| ---- | ------ | ------ | ----- | ------ | ------ |
| 537  | ↘496 _ | ↗529 _ | ↗ 570 | ↘559 _ | ↘531 _ |

## 主な建造物
シンダッスコには、40 人の生徒を収容する寄宿学校、幼稚園、地区病院、店舗、文化会館、図書館などがある。2020 年には、無料の衛星インターネットが開通した。

## 産業
現地の人の主な産業はトナカイの放牧、釣り、野生のトナカイの狩猟である。住民のほとんどは遊牧生活を送っており、人口の 4 分の 1 が トナカイの放牧に従事している。